# Cukrář (film)
Cukrář (The Cakemaker, האופה מברלין, Ha-ofe mi Berlin, tj. Pekař z Berlína) je izraelsko-německý hraný film z roku 2017, který režíroval Ofir Raul Grazier podle vlastního scénáře. Snímek měl světovou premiéru na Mezinárodním filmovém festivalu v Karlových Varech dne 4. července 2017.

## Děj
Thomas pracuje jako pekař a žije v Berlíně. Udržuje utajený vztah s ženatým Izraelcem Orenem. Oren má rodinu v Jeruzalémě a do Německa jezdí na služební cesty. Po několika měsících však Oran umírá při autonehodě. Thomas se rozhodne odjet do Jeruzaléma, aby se dověděl více o Oranově osudu. Pod utajenou identitou vyhledá Oranovu vdovu Anat, která nyní sama vede rodinnou kavárnu a vychovává syna. Anat je zprvu k cizinci ostražitá, přesto ho zaměstná ve svém podniku. Thomas se musí vypořádat rovněž s odmítáním ortodoxního okolí, přesto se jeho cukrářské výrobky brzy stanou vyhlášenými.

## Obsazení
| Sarah Adler      | Anat   |
| Tim Kalkhof      | Thomas |
| Zohar Strauss    | Moti   |
| Roy Miller       | Oren   |
| Tamir Ben Yehuda | Itai   |